# Стремовский, Владимир Азарович
Влади́мир Аза́рович Стремо́вский (2 [15] мая 1917, Цибулёво, Херсонская губерния — 1983) — советский учёный-юрист, доктор юридических наук, профессор кафедры уголовного процесса Кубанского университета (1970—1980).

## Биография
Родился 15 мая (2 мая) 1917 года в селе Цибулёво, Херсонская губерния, Российская империя.
В 1940 году окончил Харьковский юридический институт, был оставлен в аспирантуре.
С началом Великой Отечественной войны был мобилизован в Красную армию, участвовал в оборонительных боях в
Белоруссии, защищал Москву. Закончил войну в Восточной Пруссии. На фронте был награждён медалями «За оборону Москвы», «За победу над Германией в Великой Отечественной войне 1941—1945 гг.» и другими наградами.
С 1945 по 1960 год работал следователем и прокурором-криминалистом прокуратуры Харьковской области, одновременно преподавал на кафедре уголовного права и процесса Харьковского юридического института, в Высшей школе КГБ СССР, на курсах повышения квалификации следователей Генеральной прокуратуры СССР.
В 1955 году защитил кандидатскую защитил диссертацию на тему: «Предварительное расследование в советском уголовном процессе (основные вопросы)». В 1960 году полностью перешёл на научную и преподавательскую работу, учил будущих юристов на кафедре уголовного права и процесса Ростовского государственного университета. Работал здесь до 1970 года.
В 1967 году защитил докторскую диссертацию на тему: «Сущность и участники предварительного следствия в советском уголовном процессе».
В 1970 году начал преподавать в должности профессора кафедры уголовного процесса Кубанского государственного университета (Краснодар).
Написал около 130 научных работ в области уголовного процесса, криминалистики, прокурорского надзора (в том числе 14 монографий и учебных пособий).
Умер в 1983 году.

## Награды
- Орден Отечественной войны I степени
- Медаль «За оборону Москвы»
- Медаль «За победу над Германией в Великой Отечественной войне 1941—1945 гг.»[3]